# Liam Carroll
Liam Carroll (ur. 6 czerwca 1942) – irlandzki judoka. Olimpijczyk z Monachium 1972, gdzie zajął osiemnaste miejsce w wadze półśredniej.
Uczestnik mistrzostw świata w 1971 roku.

## Letnie Igrzyska Olimpijskie 1972
| Konkurencja | Eliminacje           | Klas. końcowa |
| Konkurencja | Przeciwnik I         | Miejsce       |
| ----------- | -------------------- | ------------- |
| 70 kg       | Patrick Vial (FRA) P | 18.           |